# Bangladesh League
Bangladesh League – najwyższa klasa rozgrywkowa w piłce nożnej w Bangladeszu. Skupia 10 najlepszych drużyn tego kraju. Pierwsza edycja miała miejsce w 2007.
Liga powstała w 2007 i jest kontynuacją rozgrywek National Football Championship, które istniały w latach 2000–2006.

## Kluby w sezonie 2013/2014
- Brothers Union Dhaka
- Chittagong Abahani
- Dhaka Abahani
- Dhaka Mohammedan
- Feni SC
- Muktijoddha Sangsad KS
- Sheikh Jamal Dhanmondi
- Sheikh Russel KC
- Team BJMC
- Uttar Baridhara

## Mistrzowie Bangladeszu

### Zwycięzcy National Football Championship
- 2000: Dhaka Abahani
- 2001/2002: Dhaka Mohammedan
- 2003: Muktijoddha Sangsad KS
- 2004: Brothers Union Dhaka
- 2005/2006: Dhaka Mohammedan

### Zwycięzcy Bangladesh League
| Sezon     | Mistrz                                                      | Wicemistrz                                                  |
| 2007      | Dhaka Abahani                                               | Dhaka Mohammedan                                            |
| 2008/2009 | Dhaka Abahani                                               | Dhaka Mohammedan                                            |
| 2009/2010 | Dhaka Abahani                                               | Dhaka Mohammedan                                            |
| 2010/2011 | Sheikh Jamal Dhanmondi                                      | Muktijoddha Sangsad KS                                      |
| 2012      | Dhaka Abahani                                               | Muktijoddha Sangsad KS                                      |
| 2012/2013 | Sheikh Russel KC                                            | Sheikh Jamal Dhanmondi                                      |
| 2013/2014 | Sheikh Jamal DC                                             | Dhaka Abahani                                               |
| 2015      | Sheikh Jamal DC                                             | Sheikh Russel                                               |
| 2016      | Dhaka Abahani                                               | Chittagong Abahani                                          |
| 2017/2018 | Dhaka Abahani                                               | Sheikh Jamal DC                                             |
| 2018/2019 | Bashundhara Kings                                           | Dhaka Abahani                                               |
| 2019/2020 | Rozgrywki odwołane z powodu pandemii COVID-19 w Bangladeszu | Rozgrywki odwołane z powodu pandemii COVID-19 w Bangladeszu |
| 2020/2021 | Bashundhara Kings                                           | Sheikh Jamal DC                                             |
| 2021/2022 | Bashundhara Kings                                           | Dhaka Abahani                                               |

## Królowie strzelców
| Sezon     | Król strzelców           | Klub                   | Gole |
| 2007      | Elijah Obagbemiro Junior | Brothers Union Dhaka   | 16   |
| 2008/2009 | Alamu Bukola Olalekan    | Dhaka Mohammedan       | 18   |
| 2009/2010 | Enamul Haque             | Dhaka Abahani          | 21   |
| 2010/2011 | James Joseph Said Moga   | Muktijoddha Sangsad KS | 19   |
| 2011/2012 | Ismaël Bangoura          | Team BJMC              | 17   |
| 2012/2013 | Osei Morrison            | Dhaka Mohammedan       | 11   |
| 2013/2014 | Wedson Anselme           | Sheikh Jamal DC        | 26   |
| 2014/2015 | Emeka Onuoha             | Sheikh Jamal DC        | 19   |
| 2016      | Sunday Chizoba           | Dhaka Abahani          | 19   |
| 2017/2018 | Solomon King Kanform     | Sheikh Jamal DC        | 15   |
| 2017/2018 | Raphael Odovin Onwrebe   | Sheikh Jamal DC        | 15   |
| 2018/2019 | Raphael Odovin Onwrebe   | Sheikh Russel KC       | 22   |
| 2019/2020 | Eleta Kingsley           | Arambagh KS            | 5    |
| 2019/2020 | Sunday Chizoba           | Dhaka Abahani          | 5    |